# 阿尔诺·布雷克尔

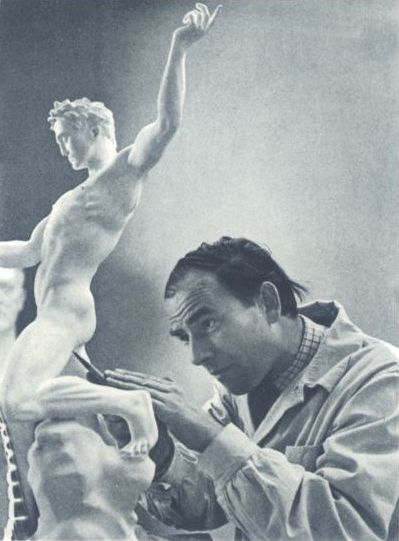
阿尔诺·布雷克尔

阿尔诺·布雷克尔 （Arno Breker，1900年7月19日—1991年2月13日）是一位德国建筑师、雕塑家，他在納粹德國时期创作了一些公共作品，纳粹当局赞扬他的作品是反击頹廢藝術的正面典型。阿尔诺·布雷克尔被官方指定为国家雕塑师，获准免服兵役。他有一個雕塑作品，名为“党”（Die Partei），它象征着纳粹党的精神，就位于阿尔伯特·斯佩尔设计的德國總理府的一侧。
1945年纳粹政权倒台后，布雷克继续在西德发展雕塑事業。 